# Artyleria kolejowa

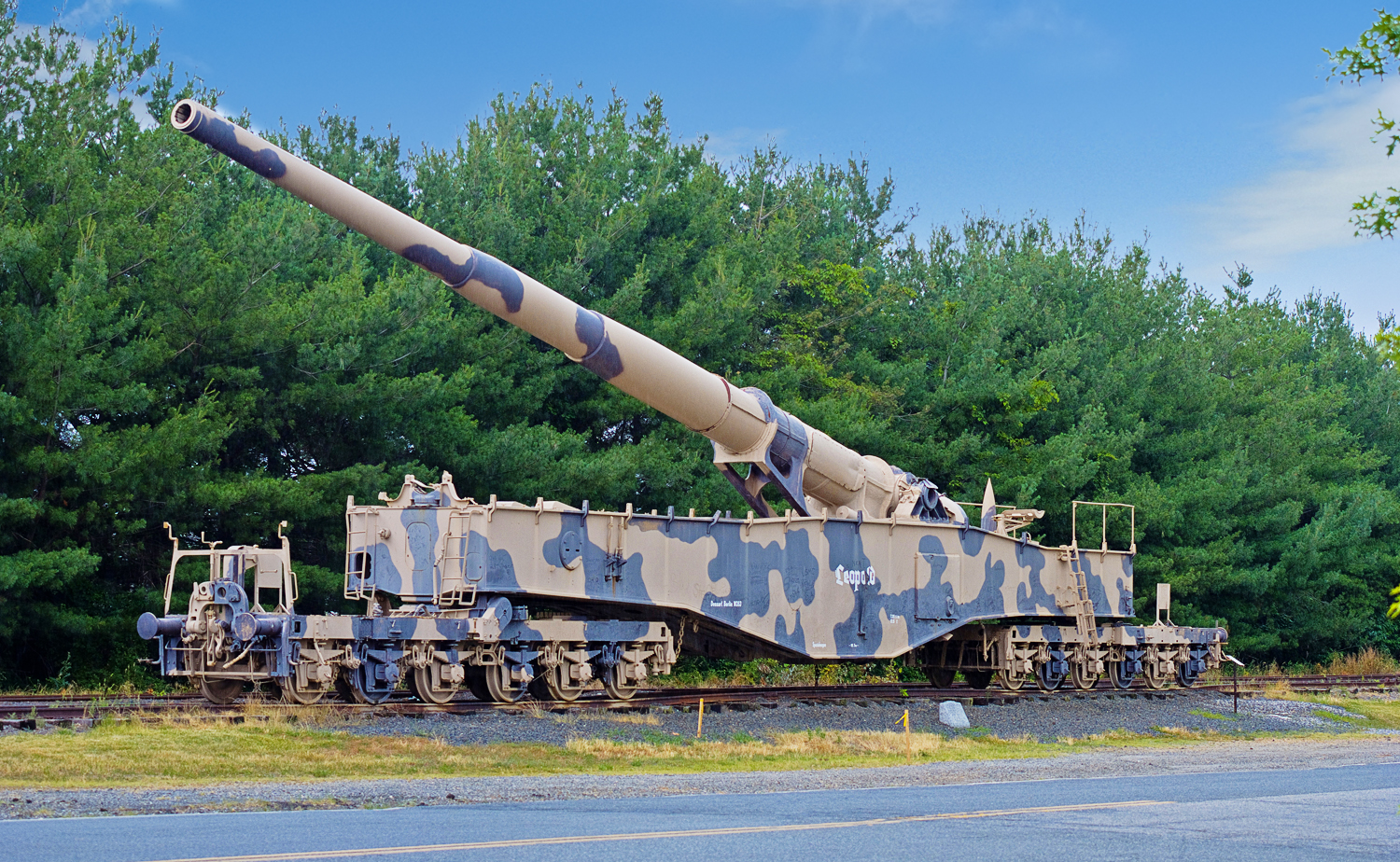
Artyleria kolejowa

Artyleria kolejowa – artyleria wielkiej mocy składająca się z dział dalekonośnych, przewożonych na specjalnych wieloosiowych platformach kolejowych. Masa dział artylerii kolejowej wynosi od kilkudziesięciu do kilkuset ton. Pierwsze działa kolejowe użyte zostały w czasie I wojny światowej. Niewielka liczba dział kolejowych (o kalibrach nawet do 800 mm) była użyta podczas II wojny światowej, głównie przez Niemców, przede wszystkim do obrony wybrzeża. Po 1945 artyleria kolejowa wyparta została przez artylerię rakietową.